# Christina Vukičević Demidov

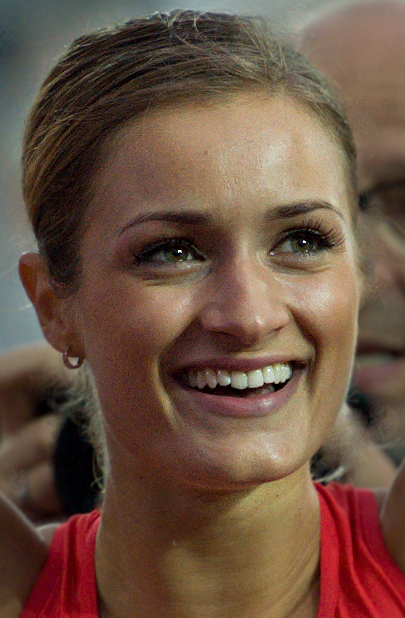
Christina Vukičević 2011

Christina Vukičević Demidov, född 18 juni 1987 i Lørenskogs kommun, är en före detta norsk friidrottare. Hon är sjufaldig NM-guldmedaljör och innehar det norska rekordet på 100 meter häck med 12,74.
Bästa internationella resultat är guldmedaljerna på Ungdoms-OS 2003 och U23-EM 2009 i Kaunas, och som senior har hon en bronsmedalj från EM-inomhus 2011 i Paris.
Vukicevic Demidov avslutade karriären 2016. Hon och lettiskfödda (etnisk ryss) maken Vadim Demidov, som är fotbollsspelare i norska klubben Brann, fick sitt första barn sommaren 2016. Svärfadern Sergej Demidov var sovjetisk landslagsspelare i handboll. Vukicevics far är friidrottstränaren Petar Vukičević från Serbien och hennes mor Turid Ljiljana Syftestad (1987-2003) var halvt norsk och halvt serbisk. Hon har en yngre bror, Vladimir Vukičević som också innehar det norska rekordet häcklöpning, och tre yngre halvsyskon. 

## Personliga rekord
| Gren                              | Resultat  | Datum           | Plats                  | Placering, alla tider, Norge |
| --------------------------------- | --------- | --------------- | ---------------------- | ---------------------------- |
| 60 meter häck, inomhus            | 7,83 sek  | 4 mars 2011     | Paris, Frankrike       | 1                            |
| 60 meter, inomhus                 | 7,56 sek  | 2 februari 2008 | Drammen, Norge         | ?                            |
| 50 meter häck, inomhus            | 6,81 sek  | 5 mars 2010     | Lievin, Frankrike      | 1                            |
| 100 meter häck, utomhus           | 12,74 sek | 1 juni 2009     | Hengelo, Nederländerna | 1                            |
| 100 meter häck (76,2 cm), utomhus | 13,60 sek | 4 juli 2004     | Göteborg, Sverige      | 2                            |
| 100 meter, utomhus                | 12,26 sek | 13 juni 2004    | Nadderud, Norge        | 81                           |
| 200 meter, utomhus                | 24,90 sek | 15 augusti 2004 | Fagernes, Norge        | 68                           |

- Uppdaterat per 19 oktober 2011.